# Vattentanrek
Vattentanrek (Limnogale mergulus) är ett däggdjur i familjen tanrekar och den enda arten i sitt släkte.

## Utseende
Djuret påminner om en vattensork men har en spetsigare nos. Kroppslängden (huvud och bål) är 12 till 17 cm, svanslängden 12 till 16 cm och vikten varierar mellan 60 och 90 gram. Pälsen påminner om utterns päls och har en brun färg på ovansidan samt en gulgrå färg på undersidan. Den kraftiga svansen är vid bakre delen tillplattad och används som paddel. Dessutom finns simhud mellan tårna av bakfötterna.
Huvudet kännetecknas av små ögon och små yttre öron. Tandformeln är I 3/3 C 1/1 P 3/3 M 3/3, alltså 40 tänder. Med sina styva morrhår har vattentanreken bra förmåga att hitta byten. Honan har 6 spenar.

## Utbredning och habitat
Arten förekommer endemisk på Madagaskar och vistas där i östra delen av de centrala bergstrakterna. Regionen ligger 450 till 2 000 meter över havet. Vattentanrek vistas främst vid kanterna av vattendrag och i marskland.

## Ekologi
Födan utgörs av olika djur som lever i vattnet som grodor, mindre fiskar, kräftdjur och insektslarver. Parningen sker antagligen under sommaren på södra halvklotet och per kull föds uppskattningsvis tre ungar.
Arten skapar underjordiska bon vid strandlinjen som fodras med gräs och kvistar. En uppmätt jordhåla var 17 cm lång och hade en diameter av cirka 10 cm. Enligt ett fåtal dokumentationer har varje individ ett permanent bo och flera tillfälliga bon i reviret. Hannens revir överlappar med flera honors revir och troligen även med några andra hannars revir. Vattentanrek är främst aktiv under skymningen och gryningen. Den vandrar vid varje utflykt 200 till 1550 meter. Arten jagas antagligen av mindre Madagaskarrovdjur men hypotesen behöver bekräftelse.

## Status
Vattentanrek föredrar rena vattendrag och är därför känslig mot föroreningar. På grund av ökat jordbruk är beståndet nu delat i flera populationer. Arten vilar främst på blad av vattenaxväxter (Aponogetonaceae) och försvinner ofta när växten undanröjs. Därför och på grund av det relativt begränsade utbredningsområde listas vattentanrek av IUCN som sårbar (VU).